# Southern District FC
Southern District FC (chinesisch 南區足球會 / 南区足球会, englisch Southern District Football Club, offiziell: Southern District Recreation & Sports Association Ltd., kurz Southern District RSA), auch „The Aberdeeners“ genannt, ist ein Fußballverein aus Hongkong. Southern District FC ist offiziell die Fußballabteilung des allgemeinen Sportvereins Southern District RSA. Der Verein ist im Southern District im Süden der Insel Hongkong beheimatet und spielt seit der Saison 2015/16 in der Hong Kong Premier League. Seit 2015 das Hauptsponsoring durch den lokalen Busunternehmen Kwoon Chung Bus Holdings Limited erfolgt, wird die Fußballmannschaft in der HKPL als Kwoon Chung Southern, kurz auch KC Southern (冠忠南區) geführt. (Stand 2022)

## Geschichte
Der Verein wurde 2002 gegründet. Er startete in der neu gegründeten dritten Liga, der Hong Kong Third District Division. 2006/2007 erreichte der Verein erstmals als Tabellenzweiter die Aufstiegsrunde. Dort erzielte man nur 2 Punkte und spielte weiterhin in der dritten Liga. 2009/2010 erreichte man wieder in die Aufstiegsrunde. Dieses Mal wurde man Dritter von 4 Mannschaften und konnte abermals nicht aufsteigen. Da aber Eastern auf den Aufstieg verzichtete, rückte Southern District nach und man stieg in die zweite Liga auf. Die erste Saison der zweiten Liga schloss man mit einem vierten Platz ab. Den ersten Pokalerfolg feierten sie im Finale des Hong Kong Junior Challenge Shield im Hong Kong Stadium gegen Double Flower. Die Saison 2011/2012 beendete man hinter dem Meister Hong Kong Rangers als Tabellenzweiter und stieg in die erste Liga auf. Schließlich schaffte Southern zur Saison 2015/16 den Aufstieg in die 2014 neu geschaffenen höchsten Liga Hongkongs (HKPL), da die damaligen Kandidaten Sun Source FC und Hong Kong FC auf diese Möglichkeit verzichteten.

## Erfolge

### National

#### Liga
Hong Kong First Division League
- Vizemeister: 2011/2012

Hong Kong Third Division League
- Vizemeister: 2006/2007, 2007/2008, 2009/2010

#### Pokal
- Hong Kong Junior Shield': 2011/12

- Sapling Cup: 2022/23, 2024/25

- Hong Kong Senior Challenge Shield

Finalist: 2015/16
Quelle:

## Stadion

### Heimstadion
Der Verein hat kein eigenes Stadion und trägt seine Heimspiele in den öffentliche Stadien der Hongkonger Regierung aus. In der Saison 2019–20 ist das für 6.789 Zuschauer ausgelegten Mongkok-Stadion in Kowloon das Heimstadion von Southern FC. In der aktuellen Saison 2022–23 bzw. vorher ist der Aberdeen Sports Ground ⊙ in Aberdeen im Southern District das Heimstadion des Vereins. Der Aberdeen Sports Ground hat ein Fassungsvermögen von 9000 Zuschauern, wovon 4000 Plätze überdacht sind. Eigentümer der öffentliche Stadien ist das Hong Kong Government. Sie werden vom Leisure and Cultural Services Department (LCSD) betrieben. Das Stadion des Aberdeen Sports Ground wird sowohl vom Fußballverein als auch vom Rugbyverein wie die South China Tigers genutzt. (Stand Oktober 2022)

Heimstadion von Southern FC
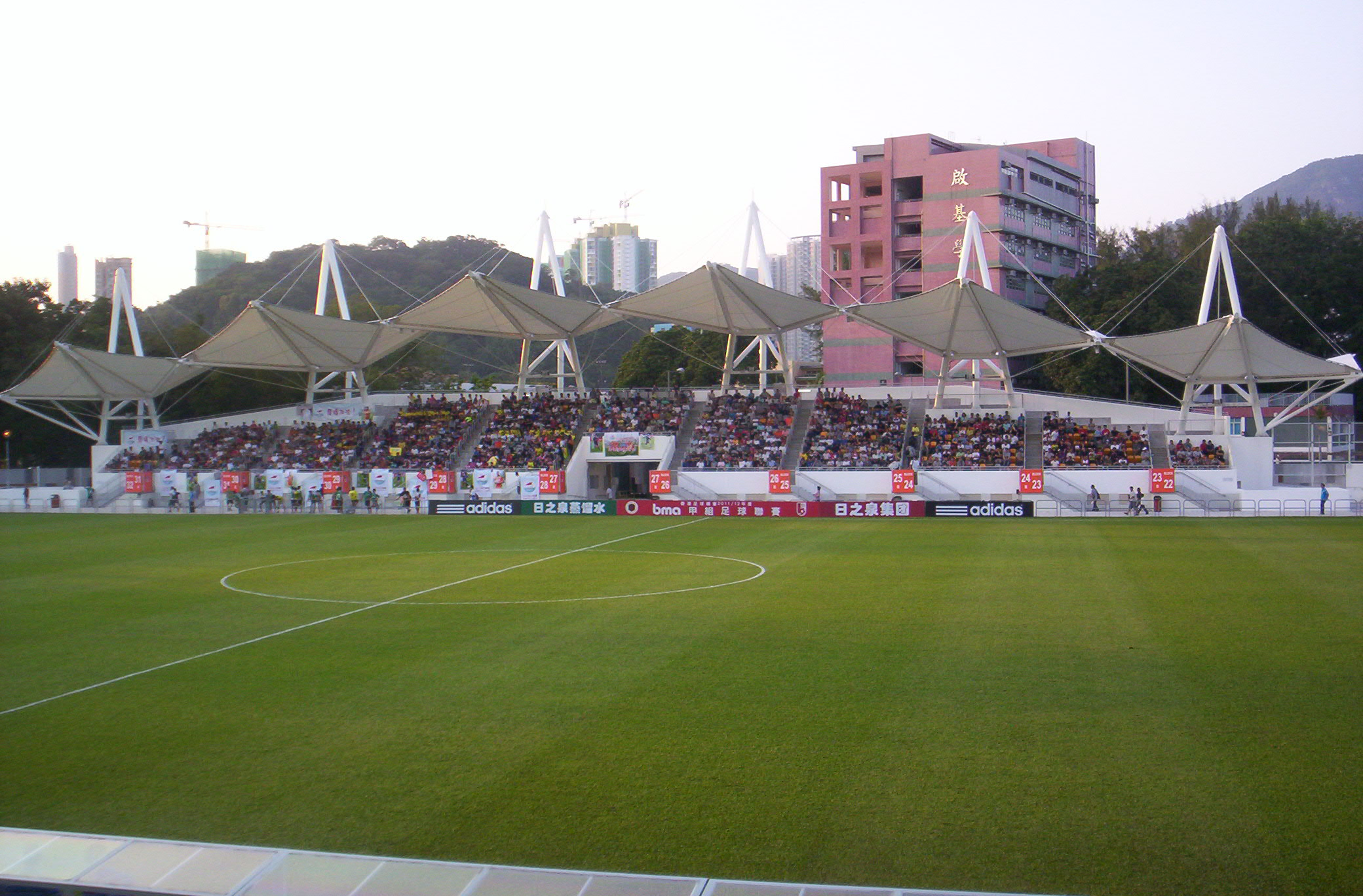
Heimstadion der Saison 2019/20 – Mong Kok Stadium
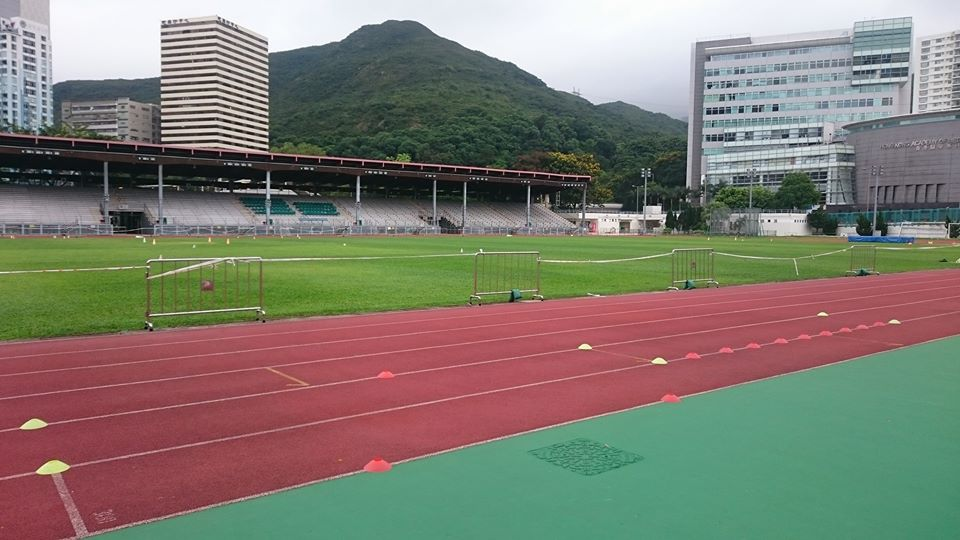
Heimstadion der Saison 2022/23 – Aberdeen Sports Ground
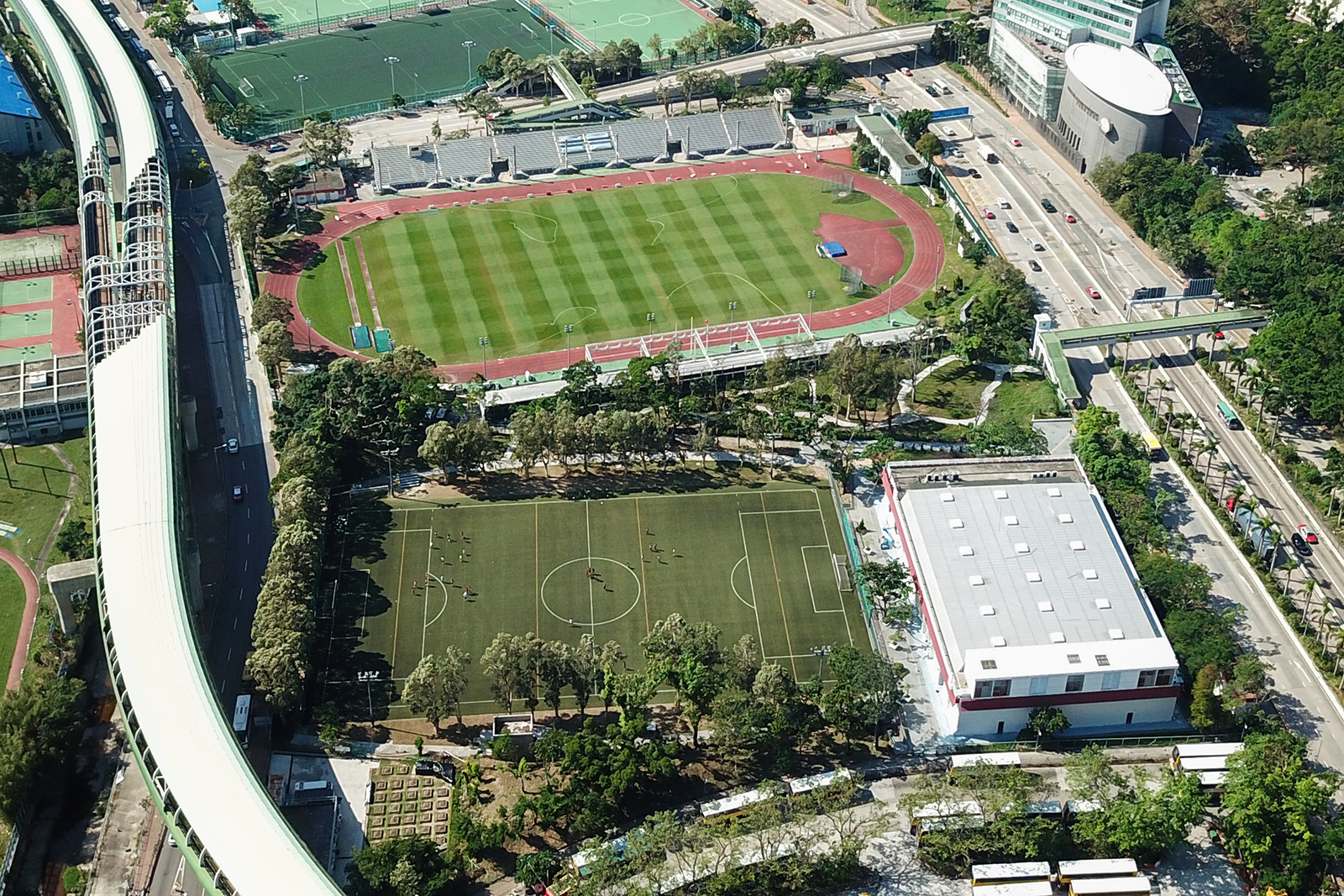
Vogelperspektive vom Aberdeen Sports Ground
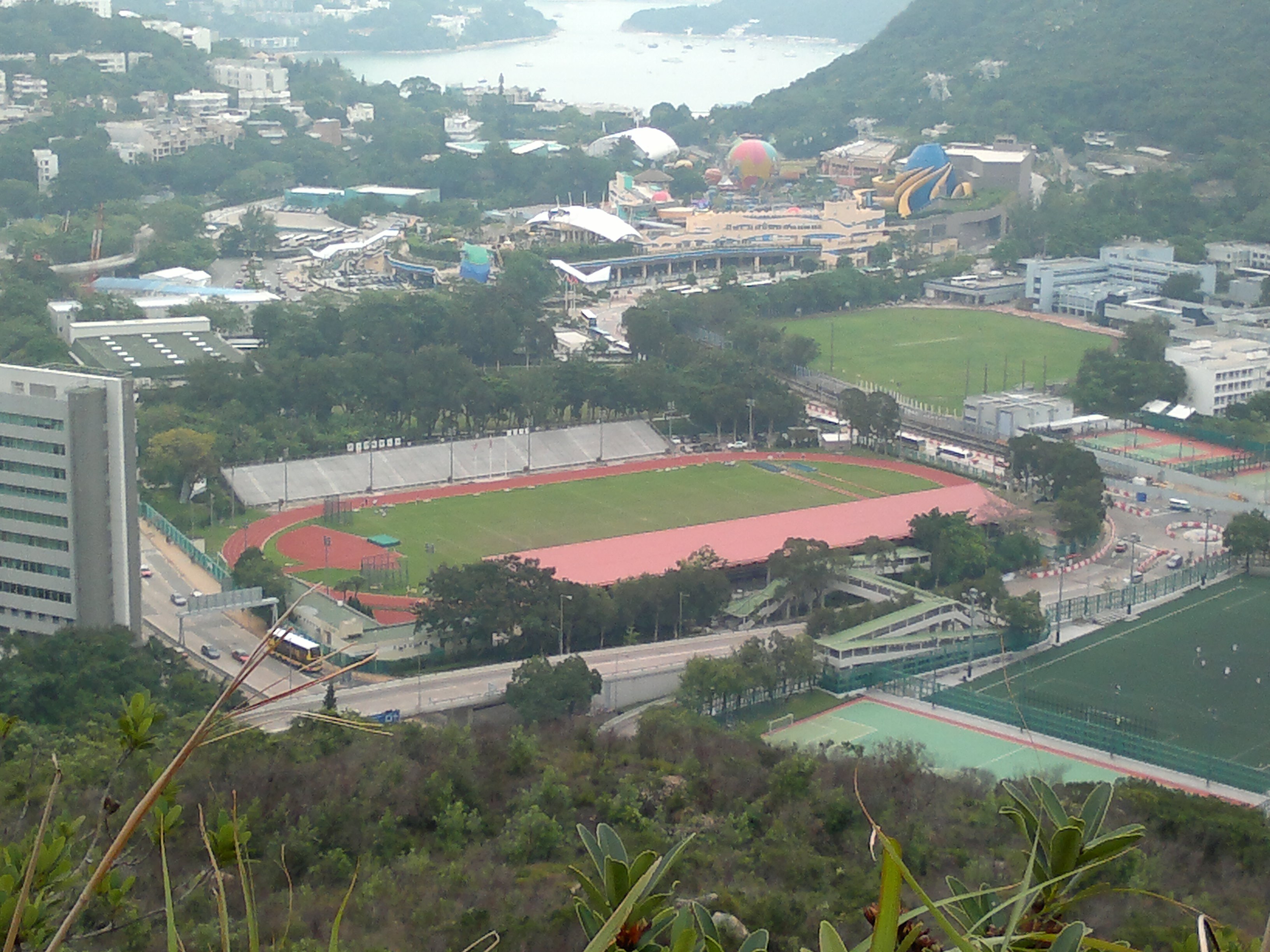
Aberdeen SG vom nordwestlichen Bennet's Hill

## Besten Torschützen seit 2016
| Saison    | Name                | Tore |
| --------- | ------------------- | ---- |
| 2016–2017 | Wellingsson         | 4    |
| 2017–2018 | Marcos de la Espada | 13   |
| 2018–2019 | James Ha            | 7    |
| 2019–2020 |                     |      |

## Trainer seit 2006
Stand: Februar 2024
| Trainer           | Nation              | von           | bis           |
| ----------------- | ------------------- | ------------- | ------------- |
| Siu-Chung Cheng   | Hongkong Costa Rica | 1. Juli 2006  | 30. Juni 2008 |
| Hoi-Man Fung      | Hongkong            | 1. Juli 2009  | 1. Juni 2015  |
| Siu-Chung Cheng   | Hongkong Costa Rica | 1. Juli 2015  | 16. März 2020 |
| Zesh Rehman       | Pakistan England    | 15. Mai 2020  | 5. März 2022  |
| Siu-Chung Cheng   | Hongkong Costa Rica | 13. Juni 2022 | 3. Juni 2023  |
| Ching-Kwong Yeung | Hongkong            | 6. Juni 2023  |               |